# Europamästerskapen i konståkning 2017
Europamästerskapen i konståkning 2017 arrangerades i Ostrava, Tjeckien mellan 25 och 29 januari. Det var första gången sedan 1999 som Tjeckien stod som värd för mästerskapen. ISU arrangerade mästerskapen.

## Program[1]
| Dag     | Datum      | Tid         | Gren                        |
| ------- | ---------- | ----------- | --------------------------- |
| Onsdag  | 25 januari | 11:00–16:15 | Damer kortprogram           |
| Onsdag  | 25 januari | 18:00–18:30 | Öppningsceremoni            |
| Onsdag  | 25 januari | 18:45–22:00 | Herrar kortprogram          |
| Torsdag | 26 januari | 12:00–16:30 | Isdans kortdans             |
| Torsdag | 26 januari | 19:00–22:00 | Paråkning friåkningsprogram |
| Fredag  | 27 januari | 11:15–16:30 | Herrar kortprogram          |
| Fredag  | 27 januari | 18:00–22:00 | Damer friåkningsprogram     |
| Lördag  | 28 januari | 13:30–17:00 | Isdans fridans              |
| Lördag  | 28 januari | 17:50–22:00 | Herrar friåkningsprogram    |
| Söndag  | 29 januari | 14:30–17:00 | Uppvisningsgala             |

## Deltagare
Förteckningen bygger på ISU:s uppgifter den 19 januari 2017.
| Nation         | Herrar                                           | Damer                                              | Paråkning | Isdans |
| -------------- | ------------------------------------------------ | -------------------------------------------------- | --- | --- |
| Armenien       | Slavik Hayrapetyan                               | Anastasia Galustyan                                | | Tina Garabedian / Simon Proulx-Sénécal                                                                         |
| Azerbajdzjan   | Larry Loupolover                                 |                                                    | | Varvara Ogloblina / Michail Zjirnov                                                                            |
| Belgien        | Jorik Hendrickx                                  | Loena Hendrickx                                    | | |
| Bulgarien      | Nicky Obreykov                                   | Hristina Vassileva                                 | | |
| Danmark        |                                                  |                                                    | | Laurence Fournier Beaudry / Nikolaj Sørensen                                                                   |
| Estland        | Daniel Albert Naurits                            | Helery Hälvin                                      | | Katerina Bunina / Germand Frolov                                                                               |
| Finland        | Valtter Virtanen                                 | Viveca Lindfors Emmi Peltonen                      | | Cecilia Törn / Jussiville Partanen                                                                             |
| Frankrike      | Chafik Besseghier Kévin Aymoz                    | Laurine Lecavelier Maé-Bérénice Méité              | Vanessa James / Morgan Ciprès Lola Esbrat / Andrei Novoselov                                                 | Marie-Jade Lauriault / Romain Le Gac Gabriella Papadakis / Guillaume Cizeron                                   |
| Georgien       | Moris Kvitelashvili                              |                                                    | | Tatiana Kozmava / Alexei Shumski                                                                               |
| Israel         | Oleksii Bychenko Daniel Samohin Mark Gorodnitsky | Aimee Buchanan                                     | Arina Tjernijavskaija / Evgeni Krasnopolski                                                                  | Isabella Tobias / Ilija Tkatjenko Adel Tankova / Ronald Zilberberg                                             |
| Italien        | Ivan Righini Maurizio Zandron                    | Carolina Kostner Roberta Rodeghiero                | Valentina Marchei / Ondřej Hotárek Nicole Della Monica / Matteo Guarise Rebecca Ghilardi / Filippo Ambrosini | Anna Cappellini / Luca Lanotte Charlène Guignard / Marco Fabbri Jasmine Tessari / Francesco Fioretti           |
| Kroatien       | Nicholas Vrdoljak                                |                                                    | Lana Petranović / Antonio Souza-Kordeyru                                                                     | |
| Lettland       | Deniss Vasiļjevs                                 | Angelīna Kučvaļska                                 | | Olga Jakushina / Andrey Nevskiy                                                                                |
| Litauen        |                                                  | Elžbieta Kropa                                     | Goda Butkutė / Nikita Ermolaev                                                                               | Taylor Tran / Saulius Ambrulevičius                                                                            |
| Nederländerna  | Thomas Kennes                                    |                                                    | | |
| Norge          | Sondre Oddvoll Bøe                               | Anne Line Gjersem                                  | | |
| Polen          | Igor Reznichenko                                 | Colette Coco Kaminski                              | | Natalia Kaliszek / Maksym Spodyriev                                                                            |
| Rumänien       |                                                  | Julia Sauter                                       | | |
| Ryssland       | Michail Koljada Aleksander Samarin Maksim Kovtun | Jevgenija Medvedeva Maria Sotskova Anna Pogorilaja | Ksenija Stolbova / Fjodor Klimov Jevgenija Tarasova / Vladimir Morozov Natalja Zabijako / Aleksander Enbert  | Jekaterina Bobrova / Dmitrij Solovjev Aleksandra Stepanova / Ivan Bukin Viktoria Sinitsina / Nikita Katsalapov |
| Serbien        |                                                  | Antonina Dubinina                                  | | |
| Slovakien      | Michael Neuman                                   | Nicole Rajičová                                    | | Lucie Myslivečková / Lukáš Csölley                                                                             |
| Slovenien      |                                                  | Daša Grm                                           | | |
| Spanien        | Javier Fernández Javier Raya                     | Valentina Matos                                    | | Sara Hurtado / Kirill Khaliavin                                                                                |
| Storbritannien | Graham Newberry                                  | Natasha McKay                                      | Zoe Wilkinson / Christopher Boyadji                                                                          | Robynne Tweedale / Joseph Buckland Lilah Fear / Lewis Gibson                                                   |
| Schweiz        | Stéphane Walker                                  | Yasmine Kimiko Yamada                              | Ioulia Chtchetinina / Noah Scherer                                                                           | Victoria Manni / Carlo Röthlisberger                                                                           |
| Sverige        | Alexander Majorov                                | Matilda Algotsson Joshi Helgesson                  | | |
| Tjeckien       | Jiří Bělohradský Michal Březina                  | Michaela Lucie Hanzlíková                          | Anna Dušková / Martin Bidař                                                                                  | Nicole Kuzmich / Alexandr Sinicyn                                                                              |
| Turkiet        | Engin Ali Artan                                  | Birce Atabey                                       | | Alisa Agafonova / Alper Uçar                                                                                   |
| Tyskland       | Paul Fentz                                       | Nicole Schott Nathalie Weinzierl                   | Aljona Savchenko / Bruno Massot Minerva Fabienne Hase / Nolan Seegert                                        | Kavita Lorenz / Joti Polizoakis                                                                                |
| Ukraina        | Ivan Pavlov                                      | Anna Chnytjenkova                                  | | Oleksandra Nazarova / Maxim Nikitin                                                                            |
| Ungern         | Alexander Borovoj                                | Ivett Tóth                                         | | Hanna Jakucs / Daniel Illes                                                                                    |
| Belarus        | Anton Karpuk                                     |                                                    | Tatjana Danilova / Mikalaj Kamjantjuk                                                                        | Viktoria Kavaljova / Jurij Beljajev                                                                            |
| Österrike      | Mario-Rafael Ionian                              | Kerstin Frank                                      | Miriam Ziegler / Severin Kiefer                                                                              | |

## Resultat

### Herrar
| Plats                      | Namn                  | Nation         | Totalpoäng | Kortprogram | Kortprogram | Friåkningsprogram | Friåkningsprogram |
| -------------------------- | --------------------- | -------------- | ---------- | ----------- | ----------- | ----------------- | ----------------- |
| 1                          | Javier Fernández      | Spanien        | 294.84     | 1           | 104.25      | 1                 | 190.59            |
| 2                          | Maxim Kovtun          | Ryssland       | 266.80     | 2           | 94.53       | 2                 | 172.27            |
| 3                          | Mikhail Kolyada       | Ryssland       | 250.18     | 4           | 83.96       | 3                 | 166.22            |
| 4                          | Jorik Hendrickx       | Belgien        | 242.56     | 5           | 82.50       | 5                 | 160.06            |
| 5                          | Oleksii Bychenko      | Israel         | 239.24     | 3           | 86.68       | 9                 | 152.56            |
| 6                          | Moris Kvitelashvili   | Georgien       | 238.20     | 10          | 76.85       | 4                 | 161.35            |
| 7                          | Deniss Vasiļjevs      | Lettland       | 235.20     | 6           | 79.87       | 6                 | 155.33            |
| 8                          | Alexander Samarin     | Ryssland       | 230.87     | 9           | 77.26       | 7                 | 153.61            |
| 9                          | Chafik Besseghier     | Frankrike      | 227.59     | 11          | 76.19       | 10                | 151.40            |
| 10                         | Paul Fentz            | Tyskland       | 225.85     | 12          | 72.68       | 8                 | 153.17            |
| 11                         | Alexander Majorov     | Sverige        | 217.98     | 7           | 78.87       | 12                | 139.11            |
| 12                         | Michal Březina        | Tjeckien       | 215.52     | 8           | 78.61       | 13                | 136.91            |
| 13                         | Ivan Righini          | Italien        | 210.15     | 14          | 69.96       | 11                | 140.19            |
| 14                         | Ivan Pavlov           | Ukraina        | 202.87     | 15          | 68.94       | 14                | 133.93            |
| 15                         | Kévin Aymoz           | Frankrike      | 199.47     | 13          | 71.26       | 18                | 128.21            |
| 16                         | Graham Newberry       | Storbritannien | 198.06     | 16          | 67.79       | 16                | 130.27            |
| 17                         | Stéphane Walker       | Schweiz        | 196.74     | 19          | 62.86       | 15                | 133.88            |
| 18                         | Javier Raya           | Spanien        | 195.54     | 17          | 66.67       | 17                | 128.87            |
| 19                         | Maurizio Zandron      | Italien        | 186.40     | 18          | 63.79       | 19                | 122.61            |
| 20                         | Jiří Bělohradský      | Tjeckien       | 181.62     | 20          | 60.99       | 21                | 120.63            |
| 21                         | Slavik Hayrapetyan    | Armenien       | 180.78     | 21          | 60.69       | 22                | 120.09            |
| 22                         | Daniel Albert Naurits | Estland        | 176.10     | 24          | 55.14       | 20                | 120.96            |
| 23                         | Valtter Virtanen      | Finland        | 164.09     | 22          | 56.52       | 24                | 107.57            |
| 24                         | Sondre Oddvoll Bøe    | Norge          | 162.85     | 23          | 55.24       | 23                | 107.61            |
| Ej vidare till friåkningen |                       |                |            |             |             |                   |                   |
| 25                         | Igor Reznichenko      | Polen          | 54.81      | 25          | 54.81       | i.u.              | i.u.              |
| 26                         | Nicholas Vrdoljak     | Kroatien       | 53.45      | 26          | 53.45       | i.u.              | i.u.              |
| 27                         | Alexander Borovoj     | Ungern         | 53.02      | 27          | 53.02       | i.u.              | i.u.              |
| 28                         | Thomas Kennes         | Nederländerna  | 52.95      | 28          | 52.95       | i.u.              | i.u.              |
| 29                         | Anton Karpuk          | Vitryssland    | 52.26      | 29          | 52.26       | i.u.              | i.u.              |
| 30                         | Mark Gorodnitsky      | Israel         | 51.72      | 30          | 51.72       | i.u.              | i.u.              |
| 31                         | Larry Loupolover      | Azerbajdzjan   | 51.30      | 31          | 51.30       | i.u.              | i.u.              |
| 32                         | Engin Ali Artan       | Turkiet        | 50.38      | 32          | 50.38       | i.u.              | i.u.              |
| 33                         | Daniel Samohin        | Israel         | 50.33      | 33          | 50.33       | i.u.              | i.u.              |
| 34                         | Michael Neuman        | Slovakien      | 47.67      | 34          | 47.67       | i.u.              | i.u.              |
| 35                         | Nicky Obreykov        | Bulgarien      | 44.83      | 35          | 44.83       | i.u.              | i.u.              |
| 36                         | Mario-Rafael Ionian   | Österrike      | 42.62      | 36          | 42.62       | i.u.              | i.u.              |

### Damer
| Plats                      | Namn                      | Nation         | Totalpoäng | Kortprogram | Kortprogram | Friåkningsprogram | Friåkningsprogram |
| -------------------------- | ------------------------- | -------------- | ---------- | ----------- | ----------- | ----------------- | ----------------- |
| 1                          | Jevgenija Medvedeva       | Ryssland       |            | 1           | 78,92       |                   |                   |
| 2                          | Anna Pogorilaja           | Ryssland       |            | 2           | 74,39       |                   |                   |
| 3                          | Carolina Kostner          | Italien        |            | 3           | 72,40       |                   |                   |
| 4                          | Maria Sotskova            | Ryssland       |            | 4           | 72,17       |                   |                   |
| 5                          | Laurine Lecavelier        | Frankrike      |            | 5           | 63,81       |                   |                   |
| 6                          | Ivett Tóth                | Ungern         |            | 6           | 61,49       |                   |                   |
| 7                          | Nicole Rajičová           | Slovakien      |            | 7           | 60,98       |                   |                   |
| 8                          | Roberta Rodeghiero        | Italien        |            | 8           | 57,77       |                   |                   |
| 9                          | Nicole Schott             | Tyskland       |            | 9           | 56,88       |                   |                   |
| 10                         | Anastasia Galustyan       | Armenien       |            | 10          | 56,40       |                   |                   |
| 11                         | Loena Hendrickx           | Belgien        |            | 11          | 55,41       |                   |                   |
| 12                         | Maé-Bérénice Méité        | Frankrike      |            | 12          | 54,96       |                   |                   |
| 13                         | Joshi Helgesson           | Sverige        |            | 13          | 53,93       |                   |                   |
| 14                         | Emmi Peltonen             | Finland        |            | 14          | 53,52       |                   |                   |
| 15                         | Michaela Lucie Hanzlíková | Tjeckien       |            | 15          | 52,39       |                   |                   |
| 16                         | Helery Hälvin             | Estland        |            | 16          | 51,72       |                   |                   |
| 17                         | Kerstin Frank             | Österrike      |            | 17          | 51,47       |                   |                   |
| 18                         | Matilda Algotsson         | Sverige        |            | 18          | 51,35       |                   |                   |
| 19                         | Viveca Lindfors           | Finland        |            | 19          | 49,48       |                   |                   |
| 20                         | Angelīna Kučvaļska        | Lettland       |            | 20          | 49,05       |                   |                   |
| 21                         | Anna Chnytjenkova         | Ukraina        |            | 21          | 48,93       |                   |                   |
| 22                         | Nathalie Weinzierl        | Tyskland       |            | 22          | 48,70       |                   |                   |
| 23                         | Anne Line Gjersem         | Norge          |            | 23          | 48,06       |                   |                   |
| 24                         | Natasha McKay             | Storbritannien |            | 24          | 45,97       |                   |                   |
| Ej vidare till friåkningen |                           |                |            |             |             |                   |                   |
| 25                         | Julia Sauter              | Rumänien       | 45,59      | 25          | 45,59       | i.u.              | i.u.              |
| 26                         | Daša Grm                  | Slovenien      | 43,48      | 26          | 43,48       | i.u.              | i.u.              |
| 27                         | Yasmine Kimiko Yamada     | Schweiz        | 42,33      | 27          | 42,33       | i.u.              | i.u.              |
| 28                         | Elžbieta Kropa            | Litauen        | 41,52      | 28          | 41,52       | i.u.              | i.u.              |
| 29                         | Antonina Dubinina         | Serbien        | 41,05      | 29          | 41,05       | i.u.              | i.u.              |
| 30                         | Colette Coco Kaminski     | Polen          | 39,83      | 30          | 39,83       | i.u.              | i.u.              |
| 31                         | Aimee Buchanan            | Israel         | 38,49      | 31          | 38,49       | i.u.              | i.u.              |
| 32                         | Birce Atabey              | Turkiet        | 35,59      | 32          | 35,59       | i.u.              | i.u.              |
| 33                         | Valentina Matos           | Spanien        | 34,79      | 33          | 34,79       | i.u.              | i.u.              |
| 34                         | Hristina Vassileva        | Bulgarien      | 24,55      | 34          | 24,55       | i.u.              | i.u.              |

### Paråkning
| Plats                      | Namn                                        | Nation         | Totalpoäng | Kortprogram | Kortprogram | Friåkningsprogram | Friåkningsprogram |
| -------------------------- | ------------------------------------------- | -------------- | ---------- | ----------- | ----------- | ----------------- | ----------------- |
| 1                          | Jevgenia Tarasova / Vladimir Morozov        | Ryssland       |            | 1           | 80,82       |                   |                   |
| 2                          | Vanessa James / Morgan Ciprès               | Frankrike      |            | 2           | 74,18       |                   |                   |
| 3                          | Aljona Savchenko / Bruno Massot             | Tyskland       |            | 3           | 73,76       |                   |                   |
| 4                          | Ksenia Stolbova / Fedor Klimov              | Ryssland       |            | 4           | 73,70       |                   |                   |
| 5                          | Natalia Zabiiako / Alexander Enbert         | Ryssland       |            | 5           | 72,38       |                   |                   |
| 6                          | Valentina Marchei / Ondřej Hotárek          | Italien        |            | 6           | 66,53       |                   |                   |
| 7                          | Anna Dušková / Martin Bidař                 | Tjeckien       |            | 7           | 65,90       |                   |                   |
| 8                          | Nicole Della Monica / Matteo Guarise        | Italien        |            | 8           | 63,97       |                   |                   |
| 9                          | Miriam Ziegler / Severin Kiefer             | Österrike      |            | 9           | 57,14       |                   |                   |
| 10                         | Tatjana Danilova / Mikalaj Kamiantjuk       | Belarus        |            | 10          | 53,27       |                   |                   |
| 11                         | Lola Esbrat / Andrei Novoselov              | Frankrike      |            | 11          | 52,51       |                   |                   |
| 12                         | Zoe Jones / Christopher Boyadji             | Storbritannien |            | 12          | 52,32       |                   |                   |
| 13                         | Minerva Fabienne Hase / Nolan Seegert       | Tyskland       |            | 13          | 51,27       |                   |                   |
| 14                         | Rebecca Ghilardi / Filippo Ambrosini        | Italien        |            | 14          | 50,71       |                   |                   |
| 15                         | Lana Petranović / Antonio Souza-Kordeiru    | Kroatien       |            | 15          | 49,25       |                   |                   |
| 16                         | Arina Tjernijavskaija / Evgeni Krasnopolski | Israel         |            | 16          | 47,92       |                   |                   |
| Ej vidare till friåkningen |                                             |                |            |             |             |                   |                   |
| 17                         | Ioulia Chtchetinina / Noah Scherer          | Schweiz        | 47,52      | 17          | 47,52       | i.u.              | i.u.              |
| 18                         | Goda Butkutė / Nikita Ermolaev              | Litauen        | 44,79      | 18          | 44,79       | i.u.              | i.u.              |

### Isdans
| Plats                    | Namn                                         | Nation         | Totalpoäng | Kortprogram | Kortprogram | Friåkningsprogram | Friåkningsprogram |
| ------------------------ | -------------------------------------------- | -------------- | ---------- | ----------- | ----------- | ----------------- | ----------------- |
| 1                        | Gabriella Papadakis / Guillaume Cizeron      | Frankrike      | 189.67     | 3           | 75.48       | 1                 | 114.19            |
| 2                        | Anna Cappellini / Luca Lanotte               | Italien        | 186.64     | 2           | 75.65       | 2                 | 110.99            |
| 3                        | Ekaterina Bobrova / Dmitri Soloviev          | Ryssland       | 186.56     | 1           | 76.18       | 3                 | 110.38            |
| 4                        | Isabella Tobias / Ilia Tkachenko             | Israel         | 169.29     | 5           | 69.35       | 4                 | 99.94             |
| 5                        | Alexandra Stepanova / Ivan Bukin             | Ryssland       | 166.93     | 6           | 68.17       | 5                 | 98.76             |
| 6                        | Charlène Guignard / Marco Fabbri             | Italien        | 163.68     | 4           | 70.46       | 7                 | 93.22             |
| 7                        | Laurence Fournier Beaudry / Nikolaj Sørensen | Danmark        | 160.68     | 7           | 66.02       | 6                 | 94.66             |
| 8                        | Natalia Kaliszek / Maksym Spodyriev          | Polen          | 156.02     | 10          | 63.35       | 8                 | 92.67             |
| 9                        | Oleksandra Nazarova / Maksym Nikitin         | Ukraina        | 154.65     | 9           | 63.36       | 10                | 91.29             |
| 10                       | Victoria Sinitsina / Nikita Katsalapov       | Ryssland       | 154.51     | 8           | 64.67       | 12                | 89.84             |
| 11                       | Alisa Agafonova / Alper Uçar                 | Turkiet        | 153.68     | 11          | 62.33       | 9                 | 91.35             |
| 12                       | Marie-Jade Lauriault / Romain Le Gac         | Frankrike      | 152.40     | 12          | 61.48       | 11                | 90.92             |
| 13                       | Sara Hurtado / Kirill Khaliavin              | Spanien        | 141.36     | 13          | 56.52       | 15                | 84.84             |
| 14                       | Kavita Lorenz / Joti Polizoakis              | Tyskland       | 141.32     | 15          | 54.63       | 13                | 86.69             |
| 15                       | Lilah Fear / Lewis Gibson                    | Storbritannien | 136.99     | 19          | 50.75       | 14                | 86.24             |
| 16                       | Lucie Myslivečková / Lukáš Csölley           | Slovakien      | 136.64     | 17          | 52.84       | 16                | 83.80             |
| 17                       | Cecilia Törn / Jussiville Partanen           | Finland        | 131.11     | 14          | 54.99       | 18                | 76.12             |
| 18                       | Taylor Tran / Saulius Ambrulevičius          | Litauen        | 129.95     | 20          | 49.87       | 17                | 80.08             |
| 19                       | Tina Garabedian / Simon Proulx-Sénécal       | Armenien       | 128.05     | 16          | 53.00       | 19                | 75.05             |
| 20                       | Viktoria Kavaliova / Yurii Bieliaiev         | Vitryssland    | 125.42     | 18          | 52.39       | 20                | 73.03             |
| Ej vidare till fridansen |                                              |                |            |             |             |                   |                   |
| 21                       | Robynne Tweedale / Joseph Buckland           | Storbritannien | 49.55      | 21          | 49.55       | i.u.              | i.u.              |
| 22                       | Jasmine Tessari / Francesco Fioretti         | Italien        | 49.44      | 22          | 49.44       | i.u.              | i.u.              |
| 23                       | Olga Jakushina / Andrey Nevskiy              | Lettland       | 49.14      | 23          | 49.14       | i.u.              | i.u.              |
| 24                       | Varvara Ogloblina / Mikhail Zhirnov          | Azerbajdzjan   | 48.45      | 24          | 48.45       | i.u.              | i.u.              |
| 25                       | Victoria Manni / Carlo Röthlisberger         | Schweiz        | 47.19      | 25          | 47.19       | i.u.              | i.u.              |
| 26                       | Nicole Kuzmichová / Alexandr Sinicyn         | Tjeckien       | 47.16      | 26          | 47.16       | i.u.              | i.u.              |
| 27                       | Tatiana Kozmava / Oleksii Shumskyi           | Georgien       | 43.80      | 27          | 43.80       | i.u.              | i.u.              |
| 28                       | Hanna Jakucs / Dániel Illés                  | Ungern         | 43.50      | 28          | 43.50       | i.u.              | i.u.              |
| 29                       | Katerina Bunina / Germand Frolov             | Estland        | 39.47      | 29          | 39.47       | i.u.              | i.u.              |
| 30                       | Adel Tankova / Ronald Zilberberg             | Israel         | 38.49      | 30          | 38.49       | i.u.              | i.u.              |

## Medaljörer per nation
| Pl.   | Nation    | Guld | Silver | Brons | Totalt |
| ----- | --------- | ---- | ------ | ----- | ------ |
| 1     | Ryssland  | 2    | 2      | 2     | 6      |
| 2     | Frankrike | 1    | 0      | 1     | 2      |
| 3     | Spanien   | 1    | 0      | 0     | 1      |
| 4     | Italien   | 0    | 1      | 1     | 2      |
| 5     | Tyskland  | 0    | 1      | 0     | 1      |
| Total | Total     | 4    | 4      | 4     | 12     |